# 小笠原康人
小笠原康人（おがさわら やすひと、1963年2月22日 - ）は、日本のプロウィンドサーファー。

## 来歴・人物
1963年、青森県に生まれる。1969年、6歳の時に神奈川県横浜市へ転居し、湘南で16歳からサーフィンを始め、18歳の時に鎌倉市の由比ヶ浜でその当時流行し始めたウィンドサーフィンを始める。この時のボードはウインドサーファー艇、ブームは木のブームだった。鎌倉由比ヶ浜、江ノ島を拠点に活動を始める。 1982年、19歳の時に、日本初のファンボードの大会である、第1回FUNBOARD CUP（静岡）に出場。40名の参加者全員が日本での初のプロ登録となり、最年少でプロ認定を受ける。
1983年に初めてハワイ州マウイ島を訪問。カフルイ空港から友人に連れられてウインドサーフィンの聖地とされるホオキパ・ビーチへ行き、ダブルマスト（10m）の波で、クレイグ・メイソンビル、アレックス・アグエラ、マルタ・シマー、デイブ・イジー、フレッド・ヘイウッドの５人がウインドサーフィンをやっているのを見てカルチャーショックを受けた。その次の年、1984年のマウイ・グランプリに出場し、以後、マウイ島を活動の拠点とする。
1982年から1991年の間に日本とマウイ島で複数の大会に出場した。日本国内のレースの大会に出場経験はあるが、1986年に、ハイテック創始者クレイグ・メイソンビルに認められ、日本人初のハイテックチームライダーとなり、以後、ウエイブ・ライデイング一筋で大会のみならず、ビッグ・ウエイバーとして活動を続ける。全米ウィンドサーフィン協会の年間ランキングでは、1990年に15位、1991年に9位を記録している。
1990年代には、日本のウインドサーフィン専門誌で、表紙や連載記事が多数掲載された。1996年には、日本人として初めて、単独のウィンドサーフィンでモロカイ島からオアフ島までのカイヴィ海峡、約56キロの海峡横断に成功した（所要時間3時間半）。
2008年以降、マウイ島のアロハ・クラシックの大会で、マスターズ・クラス（45歳以上）、グランド・マスターズ・クラス（55歳以上）で出場した。1998年にはカイトサーフィンを始め、2000年からトーイング・サーフィンとトーイングのフォイルボーディングを始め、トーイング・サーフィンでは何度となくジョーズの波にチャレンジしている。2019年からはサップ・フォイル、プローン・フォイル、ウィング・フォイルなどフォイルボーデイングを始め、ウインドサーフィンの他にサーフィン全般をこなすウオーターマンである。マウイ島在住は37年を超え、マウイ島の風と波に関して豊富な知識を持つ。

## 出場大会
1982年
- 第1回FUNBOARD CUP （静岡）- 12位

1983年
- 第2回FUNBOARD CUP （静岡）- 9位

1984年
- AlLOHA CLASSIC (HO'OKIPA, MAUI)
- MAUI Grand Prix (HO'OKIPA, MAUI)
- SBS JAPAN CLASSIC FUNBOARD CONTEST （御前崎） - 7位

1985年
- AlLOHA CLASSIC (HO'OKIPA, MAUI)
- MAUI Grand Prix (HO'OKIPA, MAUI)
- O'NEILL INVITATIONAL WAVE CONTEST (HO'OKIPA, MAUI)

1986年
- AlLOHA CLASSIC (HO'OKIPA, MAUI)
- O'NEILL INVITATIONAL WAVE CONTEST (HO'OKIPA, MAUI)

1987年
- AlLOHA CLASSIC (HO'OKIPA, MAUI) -  48位
- SIMMER CUP  （御前崎） - 7位

1988年
- AlLOHA CLASSIC (HO'OKIPA MAUI)  - 48位
- O'NEILL INVITATIONAL WAVE CONTEST (HO'OKIPA, MAUI)
- 湘南クラッシックウェイブコンテスト （茅ヶ崎）- 1位
- GODDESS WAVE DANCE SESSION  （御前崎） -  2位

1989年
- AlLOHA CLASSIC (HO'OKIPA MAUI)
- O'NEILL INVITATIONAL WAVE CONTEST (HO'OKIPA, MAUI)

1990年
- O'NEILL INVITATIONAL WAVE CONTEST (HO'OKIPA, MAUI)
- SOMETIME WORLD CUP (御前崎)

1991年
- AWSP DIAMOND HEAD HAWAII WAVE SAILING CHAMPIONSHIP (DIAMOND HEAD, OAHU)
- SALEM HAWAIIAN BREAKOUT/WORLD CUP BOARDSAILING CHAMPIONSHIP (DIAMOND HEAD, OAHU)

1992年
- SALEM HAWAIIAN BREAKOUT/WORLD CUP BOARDSAILING CHAMPIONSHIP (DIAMOND HEAD, OAHU)

1997年
- ANOTHER BROTHERS CUP, MASTERS DIVISION (HO'OKIPA, MAUI)  - 2位

1998年
- MAUI WAVE CHALLENGE, MASTERS DIVISION (HO'OKIPA, MAUI) -  2位
- HINANO/OCEAN CLUB PRO-AM, MASTERS DIVISION (DIAMOND HEAD, OAHU)